# ماسارو ماتسوهاشی
ماسارو ماتسوهاشی (انگلیسی: Masaru Matsuhashi؛ زادهٔ ۲۲ مارس ۱۹۸۵) بازیکن فوتبال اهل ژاپن است.